# Мусиоки, Майкл
Майкл Мусиоки (англ. Michael Musyoki, род. 28 мая 1956 года) — кенийский бегун на длинные дистанции. Бронзовый призёр Олимпийских игр 1984 года в беге на 10 000 метров. Двукратный серебряный призёр Всеафриканских игр 1978 года на дистанциях 5000 и 10 000 метров.
19 сентября 1982 года установил мировой рекорд в полумарафоне — 1:01.36, который простоял до 25 сентября 1983 года. Вновь установил мировой рекорд в полумарафоне 8 июня 1986 года — 1:00.43 — этот рекорд был побит 25 июля 1987 года. Занял 4-е место на Чикагском марафоне с результатом 2:10.30.